# Diều ngọc trai
Diều ngọc trai (tên khoa học Gampsonyx swainsonii) là một loài chim săn mồi nhỏ trong họ Accipitridae. Đây là loài duy nhất thuộc chi Gampsonyx.

## Phân bố và môi trường sống
Loài này có phạm vi sinh sản từ Panama, Colombia và Venezuela về phía nam tới phía bắc Bolivia và Argentina, với quần thể ít di chuyển cô lập ở Nicaragua. Chúng đang mở rộng phạm hoạt động và đã được chứng minh đã đẻ trứng trên Trinidad năm 1970 lần đầu tiên được báo cáo ở Costa Rica vào giữa những năm 1990, và ngày nay khá phổ biến cùng sườn núi Thái Bình Dương, đến độ cao 1000m.